# Bevara, Gud, vårt fosterland
Bevara, Gud, vårt fosterland är en psalm med nio verser av Johan Ludvig Runeberg. Psalmen skrevs 1855 och publicerades 1857 i "Förslag till Svensk psalmbok för de  evangeliskt-lutherska församlingarna i storfurstendömet Finland". I Sverige togs den med i psalmboksförslaget 1889 och publicerades som nummer 492 i 1937 års psalmbok.
Flera melodier har använts till psalmen. I den svenska psalmboken 1986 används en koral som publicerades, och troligen är komponerad, av Johann Balthasar König i Frankfurt am Main 1738. I Koralbok till Nya psalmer används melodin till psalmen Av himlens höjd oss kommet är som trycktes i Geistliche Lieder av Joseph Klug i Wittenberg 1539. Hugo Alfvén tonsatte psalmen 1907 för "Musik till psalmer för skolorna" utgiven av Emanuel A. Nylin och Arvid Carlstedt.

## Publicerad i
- Hemlandssånger 1891 som nr 396 under rubriken "Kärleken".
- Metodistkyrkans psalmbok 1896 som nr 430, med 6 verser lätt bearbetade under rubriken "Fosterlandet".
- Svensk söndagsskolsångbok 1908 som nr 321 under rubriken "Konung och fosterland".
- Svenska Missionsförbundets sångbok 1920 som nr 715 under rubriken "Konung och fädernesland".
- Nya psalmer 1921 som nr 634 under rubriken "Det Kristliga Troslivet: Troslivet i hem och samhälle: Det kristna samhället: Fädernesland, överhet och undersåtar".
- Svensk söndagsskolsångbok 1929 som nr 277 under rubriken "Hem och fosterland".
- Frälsningsarméns sångbok 1929 som nr 576 under rubriken "Speciella sånger - Land och folk".
- Musik till Frälsningsarméns sångbok 1930 som nr 576.
- Sionstoner 1935 som nr 760 under rubriken "Konung och fosterland".
- 1937 års psalmbok som nr 492 under rubriken "Fosterlandet".
- Psalmer för bruk vid krigsmakten 1961 som nr 492 verserna 1, 2, 5 och 7.
- Frälsningsarméns sångbok 1968 som nr 667  under rubriken "Speciella Sånger - Land och folk".
- Finlandssvenska psalmboken 1986 som nr 546 under rubriken "Fosterlandet", med annorlunda text än i Den svenska psalmboken och med en melodi av Johann Crüger, 1640
- Finlands ev. luth. kykas finska psalmbok 1986 som nr 577, med annan melodi
- Den svenska psalmboken 1986 som nr 593 under rubriken "Tillsammans i världen".
- Lova Herren 1988 som nr 795 under rubriken "Land och folk".